# Disastro petrolifero di Tauranga del 2011
Il disastro petrolifero di Tauranga del 2011 è stato un incidente marittimo verificatosi al largo della costa di Tauranga, in Nuova Zelanda, causato dalla Rena, una nave portacontainer da 47.000 tonnellate della Mediterranean Shipping Company S.A., che restò incagliata nella scogliera di Astrolabe e provocò la fuoriuscita di materiali inquinanti tra cui petrolio. L'incidente fu descritto come il peggiore disastro ambientale della Nuova Zelanda.

## L'incidente

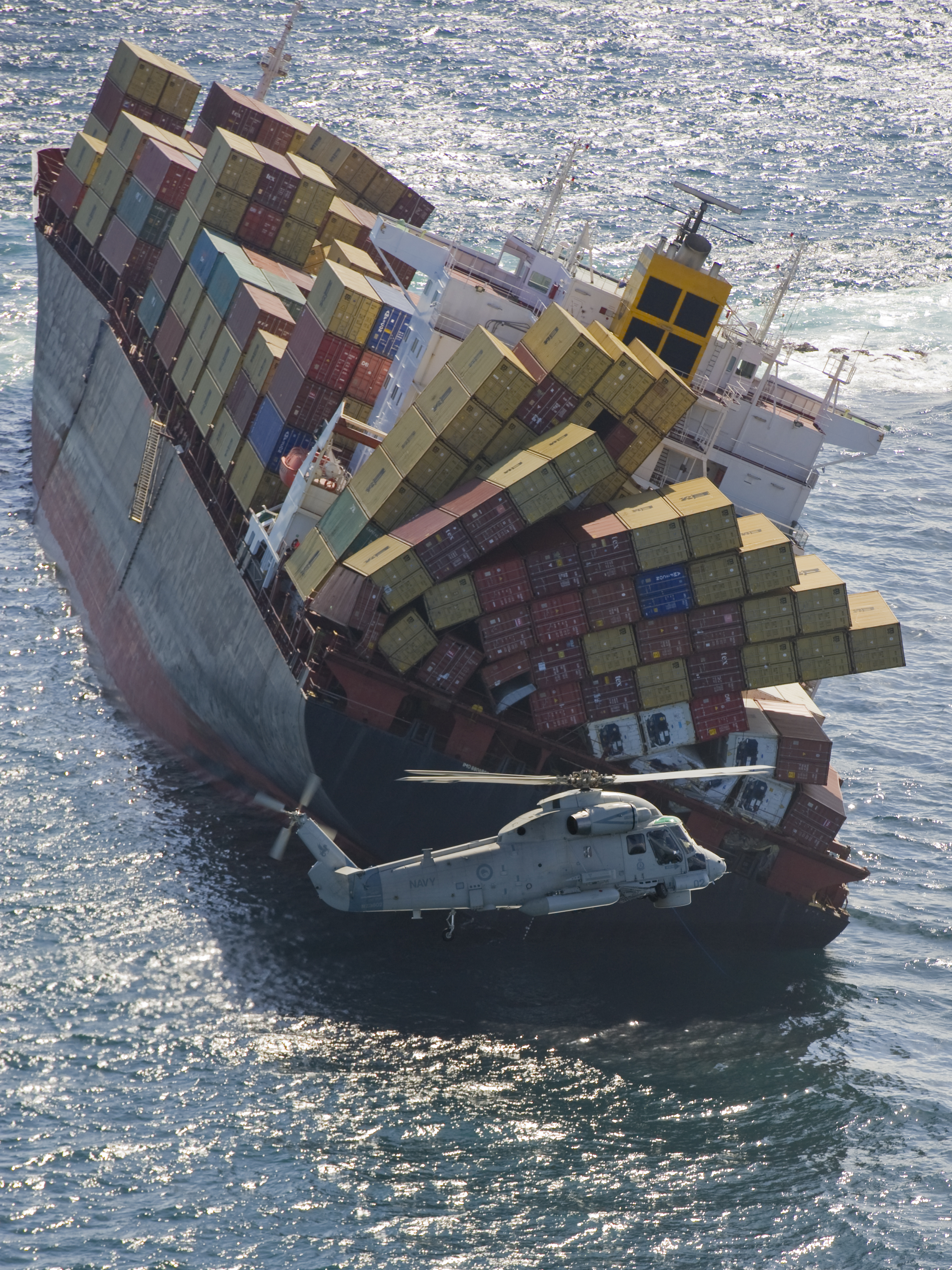
La Rena incagliata.

Mercoledì 5 ottobre 2011, alle 02:20 (martedì 4 ottobre, 01:20 UTC) durante la navigazione da Napier a Tauranga, e con una velocità di 17 nodi, per una manovra errata la Rena restò incagliata nella scogliera di Astrolabe, al largo costa di Tauranga. 
La nave stava trasportando 1.368 container, otto dei quali contenevano materiale inquinante, così come 1.700 tonnellate di olio combustibile pesante e 200 tonnellate di gasolio marino. La nave subì un'inclinazione di 11 gradi a dritta, con la parte anteriore bloccata nella scogliera.
Dal 9 ottobre, una macchia di petrolio fuoriuscita, larga circa 5 chilometri, cominciò a minacciare la fauna marina e provocò lo stop ad ogni attività di pesca nelle ricche acque della zona.
La macchia di petrolio raggiunse la spiaggia di Mount Maunganui il 10 ottobre mentre l'equipaggio fu evacuato.  Il maltempo nella notte causò ulteriori danni spostando la nave verso la scogliera e causando la perdita di altre 130-150 tonnellate di petrolio.
L'11 ottobre, l'incidente fu descritto dal Ministro dell'Ambiente della Nuova Zelanda Nick Smith come "il peggior disastro ambientale mai avvenuto in Nuova Zelanda".
I forti venti e il maltempo causarono, nella notte tra l'11 e il 12 ottobre, l'aumento della pendenza della nave sul fianco di 19 gradi, mentre la poppa risultava sommersa a più di 90 metri di profondità. Le condizioni meteorologiche causarono inoltre la dispersione in mare di altri container, tra i 30 e i 70.  Nessuno di questi conteneva carichi pericolosi. I container in seguito giunsero nei pressi dell'isola di Motiti. 
Nel pomeriggio del 12 ottobre, le riprese aeree mostrarono una grande crepa nello scafo della Rena, e aumentò il timore che la nave potesse rompersi in due e affondare. Inoltre emerse un container galleggiante circondato da fumo nero, il che suggerì che si stava verificando una reazione chimica.
Dopo un'ispezione dei funzionari della Maritime New Zealand, che accertarono che l'apertura della crepa nello scafo si stava allargando, il 13 ottobre la guardia costiera neozelandese ordinò la chiusura e l'evacuazione delle spiagge da Mount Maunganui a Maketu Point, e l'interdizione al pubblico della zona dell'estuario del fiume Kaituna, nei pressi di Maketu. I residenti e i volontari che si erano prestati al soccorso, furono avvertiti del fatto che il contatto con il petrolio avrebbe potuto portare a vomito, nausea ed eruzioni cutanee, e i residenti locali furono invitati a chiudere le loro finestre per limitare i danni delle eventuali colonne di fumo delle reazioni chimiche in corso.
Il comandante della nave, un filippino, fu convocato al tribunale di Tauranga e incriminato per aver provocato il disastro con una manovra errata ed inutile. Liberato su cauzione, il comandante rischiava una pena pecuniaria di 10.000 dollari o 12 mesi detenzione. Anche il secondo ufficiale fu incriminato.
Il 14 ottobre fu riferito che la nave era spezzata del tutto a metà, tenuta insieme solo dalla sua struttura interna e dalla scogliera.
Il 15 ottobre condizioni climatiche migliori permisero agli esperti di salire a bordo della nave e di avviare i preparativi per pompare l'olio rimanente verso delle chiatte. Le piattaforme furono attaccate al lato della nave, e il pompaggio iniziò il 16 ottobre.
Il 16 ottobre un gruppo di esperti della marina militare iniziò la ricerca di container dispersi sul fondale tramite sonar sottomarini. La tecnologia fu già utilizzata per rilevare la presenza sul fondale del relitto della Princess Ashika, che affondò nei pressi di Tonga nel 2009.
Tra la notte di sabato 7 e domenica 8 gennaio 2012 la nave si spezzò in due, con la caduta in mare di altri 150 container. La polizia locale ha immediatamente imposto il divieto assoluto d'accesso alle spiagge, ond'evitare che i residenti potessero raccogliere i materiali portati a riva dalle onde. Tra questi anche sacchi di latte in polvere il quale potrebbe essere dannoso per la salute